# Вудсток (Вирџинија)
Вудсток (енгл. Woodstock) град је у америчкој савезној држави Вирџинија. По попису становништва из 2010. у њему је живело 5.097 становника.

## Демографија
Према попису становништва из 2010. у граду је живело 5.097 становника, што је 1.145 (29,0%) становника више него 2000. године.
| Група             | 2000.         | 2010.         |
| Белци             | 3.545 (89,7%) | 4.162 (81,7%) |
| Афроамериканци    | 108 (2,7%)    | 172 (3,4%)    |
| Азијати           | 7 (0,2%)      | 35 (0,7%)     |
| Хиспаноамериканци | 254 (6,4%)    | 654 (12,8%)   |
| Укупно            | 3.952         | 5.097         |